# 雷蒙·萨勒
雷蒙·萨勒（法語：Raymond Salles，1920年7月18日—1996年6月15日），法国男子赛艇运动员。他曾代表法国参加1952年夏季奥林匹克运动会赛艇比赛，获得男子双人单桨有舵手金牌。